# Fatoumata Baldé (Diplomatin)

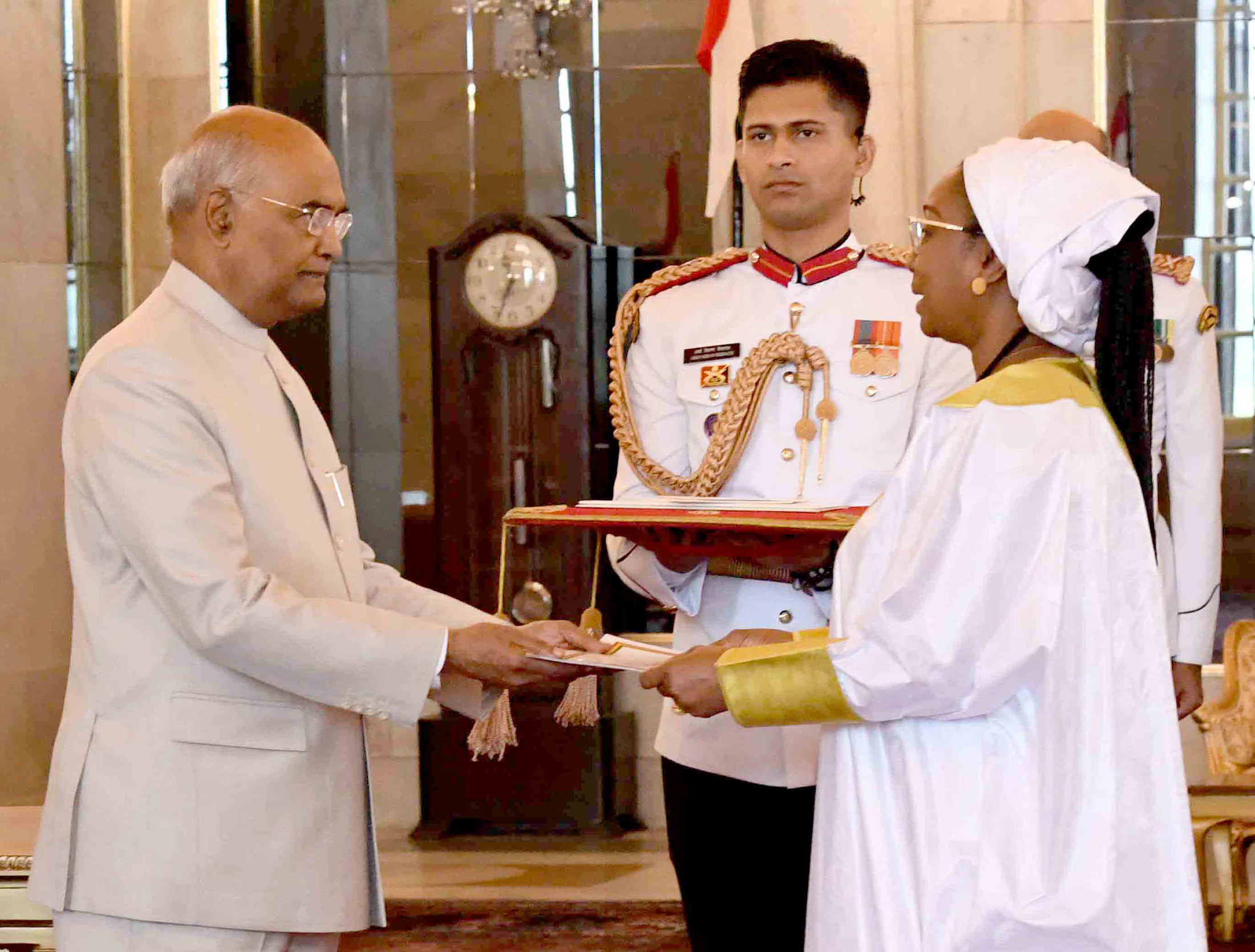
Fatoumata Baldé (rechts) mit dem indischen Staatspräsidenten Ram Nath Kovind, 2018

Fatoumata Baldé (* 20. Oktober 1962) ist eine guineische Diplomatin.

## Leben
Sie studierte von 1980 bis 1985 Literatur an der Universität Conakry. Fortbildungen betrafen das Kreditmanagement (1991) und diplomatisches Recht (1993).
Von 1989 bis 2000 war sie als Forschungsbeauftragte am National Directory of Cooperation tätig. 1999 studierte sie Projektmanagement am Atlanta Management Institute in Atlanta in den USA. Baldé wechselte im Jahr 2000 dann an das Ministerium für internationale Zusammenarbeit Guineas und war dort bis 2006 als Abteilungsleiterin für Koordinierung externer Hilfen tätig. Im Jahr 2001 studierte sie Führung und Management von Finanzressourcen am Washington International Management Institute in Washington, D.C. Sie wurde 2006 dann bis 2010 im Ministerium Leiterin der Abteilung für Partnerschaft, innovative Finanzierung und Koordinierung der Unterstützung. 2010 übernahm sie dann die Funktion als Beraterin des Präsidenten für internationale Zusammenarbeit. Im Februar 2014 wurde sie Ministerin für internationale Zusammenarbeit.
Am 7. Juni 2016 wurde sie guineische Botschafterin in Deutschland. Außerdem erfolgten Akkreditierungen in Bosnien und Herzegowina, Dänemark, am Heiligen Stuhl, Kroatien, Liechtenstein, Nordmazedonien, Norwegen, Österreich, Polen, Schweden und Slowenien.
Im September 2018 wurde sie Botschafterin in Indien.

## Persönliches
Fatoumata Baldé ist verheiratet und Mutter einer Tochter. Sie spricht Englisch, Französisch, Fulfulde, Maninka und Susu.